# Louis Parisot (évêque)
Pour les articles homonymes, voir Louis Parisot et Parisot.
Louis Parisot, né le 11 juillet 1885 à Brognon (Côte-d'Or, France) et mort le 21 avril 1960 à Ouidah (Bénin), est un prélat et missionnaire catholique français, vicaire apostolique du Dahomey de 1935 à 1955 puis archevêque de Cotonou de 1955 à 1960. Il est notamment le fondateur du pèlerinage Notre-Dame d'Arigbo, à Dassa-Zoumè.

## Biographie

### Formation
En 1897, alors qu'il n'a que 12 ans, il est admis au petit séminaire souhaite déjà être missionnaire. C'est en 1908, à la lecture d’un numéro de l’Écho des Missions Africaines, qu'il s'oriente définitivement vers la mission. Admis au sein de la société des missions africaines après le diaconat, il achève sa formation au grand séminaire de Lyon où il est ordonné prêtre le 17 octobre 1909. 

### Mission
Le 16 décembre suivant, le Père Parisot quitte Marseille pour le Dahomey. Le 26 janvier 1910, il arrive à Cotonou, où il est accueilli par Mgr François Steinmetz. 
Rappelé en France en 1912, il devient économe et professeur d’Écriture Sainte au séminaire des missionnaires jusqu'en 1914, date à laquelle il revient à Ouidah. Il est ensuite nommé supérieur du séminaire Sainte Jeanne-d’Arc. Il prend ses fonctions le 20 avril 1920 pour rencontrer les quatre séminaristes auxquels il se donne « avec tout le cœur, tout l’esprit et toute l’âme ». Il est notamment le maître de Thomas Mouléro, qui deviendra le premier prêtre béninois le 15 août 1928. 

### Épiscopat

#### Vicaire apostolique du Dahomey
Le 11 mars 1935, le pape Pie XI le nomme vicaire apostolique du Dahomey et évêque titulaire de Tacapae. Il est alors consacré le 28 octobre suivant à Dijon, par Mgr Pierre Petit de Julleville, assisté de Mgrs Jean-Marie Cessou et Gabriel Brunhes. Il choisit comme devise épiscopale : « Evangelizare pauperibus » (« La Bonne Nouvelle est annoncée aux pauvres »), issu de l'évangile selon Luc.
Le 11 février 1954, à la suite de l'apparition mystérieuse d'une image de la Vierge, il bénit solennellement la future grotte Notre-Dame d'Arigbo et en fait le centre privilégié des grands pèlerinages dahoméens en l’honneur de la Vierge Marie,.

#### Archevêque de Cotonou
Le 14 septembre 1955, le pape Pie XII le nomme archevêque de l'archidiocèse de Cotonou nouvellement créé. Il est alors intronisé le 23 février 1956. 
Le 5 janvier 1960 il renonce à sa charge pour raison de santé et transmet son pouvoir épiscopal à son fils spirituel, le futur cardinal Bernardin Gantin. Le pape Jean XXIII lui accorde à cette occasion le titre honorifique d'archevêque titulaire de Chersonèse (de).
Il meurt finalement le 21 avril 1960 à Ouidah, à l'âge de 74 ans. Conformément à ses dernières volontés, il est enterré au sein de la chapelle du Séminaire Saint-Gall.